# Tetracanthella hygropetrica
Tetracanthella hygropetrica är en urinsektsart som beskrevs av Cassagnau 1954. Tetracanthella hygropetrica ingår i släktet Tetracanthella och familjen Isotomidae. Inga underarter finns listade i Catalogue of Life.